# Engayrac
Engayrac é uma comuna francesa na região administrativa da Nova Aquitânia, no departamento Lot-et-Garonne. Estende-se por uma área de 10,19 km². Em 2010 a comuna tinha 175 habitantes (densidade: 17,2 hab./km²).